# Sutterlüty
Die Sutterlüty Handels GmbH (kurz Sutterlüty) ist ein Vorarlberger Lebensmitteleinzelhandels- und Gastronomieunternehmen.
Das Unternehmen betreibt 30 Märkte mit rund 1.000 Mitarbeitern.

## Geschichte
Sutterlüty entstand 1952 aus der Warenversorgung der Großküche eines Sägewerkes. Drei Jahre später eröffnete Ulrich Sutterlüty seinen ersten Selbstbedienungsladen mit 80 m² Verkaufsfläche. 1961 erfolgte eine erste Expansion mit der Eröffnung eines Marktes in Rankweil am Vinomnaplatz, der die österreichweit erste Frischfleischabteilung enthielt. 1976 wurde der Sutterlüty-Eurospar in Rankweil eröffnet. 1984 eröffnete das Einkaufszentrum „City Park“ in Dornbirn, das 2006 erneuert wurde. 1993 eröffnete der „Dorfpark“ in Götzis mit dazugehörigem Hotel.
Im Jahr 2024 hat das Unternehmen Sutterlüty die BillaPlus-Standorte in Vorarlberg übernommen und betreibt dadurch insgesamt 30 Ländlemärkte.
Bis 2003 war Sutterlüty Partner von Spar. Im November 2003 entschloss sich Sutterlüty, mit der Rewe Group zu kooperieren. Rewe ist mit 24,9 % an Sutterlüty beteiligt; zwischen den beiden Unternehmen besteht eine enge Einkaufskooperation.
Im Januar 2025 übernahm Florian Sutterlüty gemeinsam mit Klaus Schwärzler und Daniel Drechsel offiziell die Leitung der Sutterlüty Handels GmbH und trat damit in die Fußstapfen seines Vaters, Jürgen Sutterlüty, der sich nach 35 erfolgreichen Jahren als Geschäftsführer neuen Aufgaben innerhalb der Sutterlüty Gruppe widmet.

## Regionalität
Sutterlüty führt nach eigener Aussage das weltweit größte Sortiment an regionalen Produkten. Die Kennzeichnung der regionalen Produkte mit den „Ländle Herzen“, sowie die eigene Premium-Marke „Sutterlüty's“ wurden vielfach ausgezeichnet.

## Gastronomie
Sutterlüty betreibt 19 Gastronomiebetriebe (Stand 2025) unter dem Namen Gusto in den Ländlemärkten Regionale, saisonale Küche fürs schnelle Mittagessen wird ebenso angeboten wie Frühstück oder Kaffee und Kuchen.

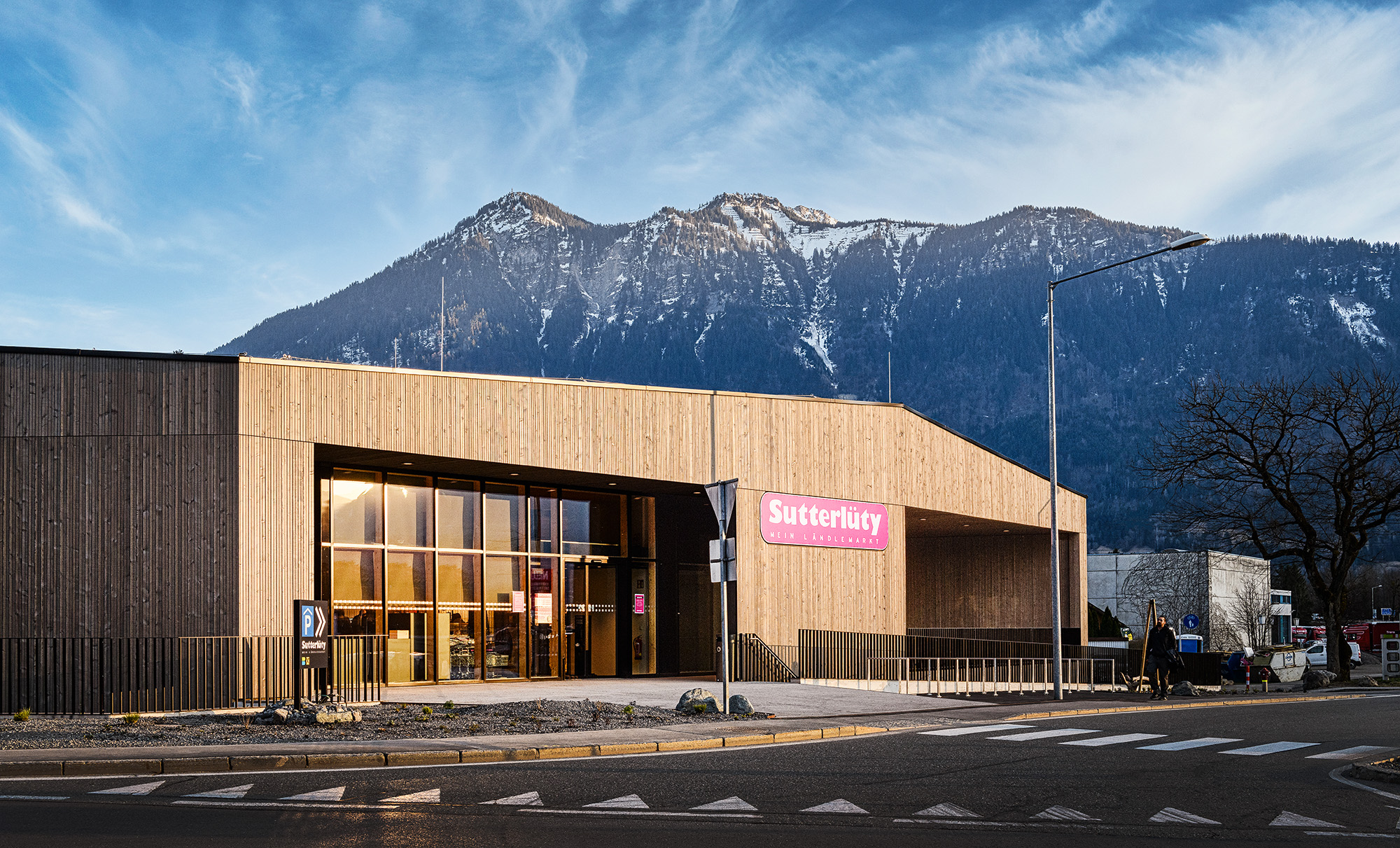
Sutterlüty Gais

## Nachhaltigkeit
Im Jänner 2015 begründete die Sutterlüty Handels GmbH zusammen mit neun anderen Vorarlberger Unternehmen das „Klimaneutralitätsbündnis 2025“, später „turn to zero“, mit dem Ziel, ihre gesamten Aktivitäten bis zum Jahr 2025 zu 100 Prozent klimaneutral zu gestalten.